# The Sheriff's Daughter (film 1910 Fitzhamon)
The Sheriff's Daughter è un cortometraggio muto del 1910 diretto da Lewin Fitzhamon.

## Trama
La figlia dello sceriffo aiuta una coppia di truffatori a sfuggire al padre.

## Produzione
Il film fu prodotto dalla Hepworth.

## Distribuzione
Distribuito dalla Hepworth, il film - un cortometraggio di 259 metri - uscì nelle sale cinematografiche britanniche nel novembre 1910.
Si conoscono pochi dati del film che, prodotto dalla Hepworth, fu distrutto nel 1924 dallo stesso produttore, Cecil M. Hepworth. Fallito, in gravissime difficoltà finanziarie, il produttore pensò in questo modo di poter almeno recuperare il nitrato d'argento della pellicola.